# Gjá
Gjá ist in der isländischen Sprache das Wort für Schlucht oder Spalte und findet sich in Bezeichnungen wie Almannagjá, Stóragjá Grjótagjá oder Hrafnagjá, die in Island zu den bemerkenswertesten Erdspalten gehören. So trennt einer dieser Gjás die nordamerikanische und die eurasische Platte. In der Geologie übernahm man für die Risse in der mittelozeanischen Grabensenke jenes Wort für die auf Island häufig anzutreffenden Spalten.
Verschiebt sich bedingt durch Spannungskräfte, die eine Scholle von der anderen wegdrücken, die vulkanische Kruste, entstehen durch Streckung und Dehnung Risse, bis sie ganz durchbricht. Die Gjás reichen dann einige Kilometer in die Tiefe bis zur Magmakammer, von der aus bei vorhandenem Druck flüssige Lava aufsteigt. Als Eruptivschlote bilden sie längliche Vulkane, die wiederum alle Spuren von Dehnungstektonik unter sich begraben.